# Ика Башић
Илија Башић (Черевић, 19. септембар 1932 — 22. фебруар 2024) био је југословенски и српски филмски епизодни глумац у више филмова и позоришни епизодни глумац у позориштима Сомбора, Чачка и Бања Луке. Био је један од оснивача Удружења филмских и телевизијских радника Војводине, а од 1971. године је имао статус самосталног уметника. Био је организатор филмске производње и директор филма у више пројеката РТНС. Има запажену професионалну улогу у конституисању филмске продукције у САП Војводини. Био је помоћник главног и одговорног уредника Културно-уметничког програма РТНС и уредник посебних програмских пројеката од 1975. године. Удружење новинара Војводине и нових медија 2021. године доделило му је Награду "Димитрије Давидовић" за животно дело.

## Филмографија
|                   | 1960 | 1970 | 1980 | 1990 | 2000 | 2020 | Укупно |
| ----------------- | ---- | ---- | ---- | ---- | ---- | ---- | ------ |
| Дугометражни филм | 3    | 7    | 5    | 2    | 0    | 1    | 18     |
| Документарни филм | 0    | 0    | 0    | 0    | 0    | 1    | 1      |
| ТВ серија         | 0    | 0    | 0    | 1    | 1    | 0    | 2      |
| ТВ мини серија    | 0    | 0    | 1    | 0    | 0    | 0    | 1      |
| Укупно            | 3    | 7    | 6    | 3    | 1    | 1    | 22     |

| Год.     | Назив                                       | Улога \|- style="background: Lavender; text-align:center; " | 1960.-те | 1960.-те | 1960.-те | 1960.-те |
| 1962.    | Козара                                      | Домобран који се предаје                                    |          |          |          |          |
| 1968.    | Свети песак                                 | /                                                           |          |          |          |          |
| 1968.    | Узрок смрти не помињати                     | Црквењак (Отац Прота)                                       |          |          |          |          |
| 1970.-те |                                             |                                                             |          |          |          |          |
| 1970.    | Лепа парада                                 | Келнер Васа                                                 |          |          |          |          |
| 1971.    | Доручак са ђаволом                          | /                                                           |          |          |          |          |
| 1972.    | Слике из живота ударника                    | /                                                           |          |          |          |          |
| 1973.    | Со                                          | Семберац, рањен у обе ноге                                  |          |          |          |          |
| 1974.    | Парлог                                      | /                                                           |          |          |          |          |
| 1976.    | Чувар плаже у зимском периоду               | Човек који седи за шанком                                   |          |          |          |          |
| 1979.    | Трофеј                                      | Радник у предузећу 1                                        |          |          |          |          |
| 1980.-те |                                             |                                                             |          |          |          |          |
| 1982.    | Залазак сунца                               | /                                                           |          |          |          |          |
| 1982.    | Прогон                                      | Млинар                                                      |          |          |          |          |
| 1982.    | Мој тата на одређено време                  | /                                                           |          |          |          |          |
| 1985.    | Живот је леп                                | /                                                           |          |          |          |          |
| 1987.    | Човек у сребрној јакни (ТВ мини серија)     | Мика                                                        |          |          |          |          |
| 1987.    | Злочинци                                    | /                                                           |          |          |          |          |
| 1990.-те |                                             |                                                             |          |          |          |          |
| 1990.    | Граница                                     | /                                                           |          |          |          |          |
| 1992.    | Тито и ја                                   | Први агент                                                  |          |          |          |          |
| 1993.    | Броз и ја (ТВ серија)                       | Први агент                                                  |          |          |          |          |
| 2000.-те |                                             |                                                             |          |          |          |          |
| 2009.    | Грех њене мајке (ТВ серија)                 | Кум на венчању                                              |          |          |          |          |
| 2020.-те |                                             |                                                             |          |          |          |          |
| 2022.    | Кристина                                    | Продавац антиквитета                                        |          |          |          |          |
| 2023.    | Ко је сад тај Ика Башић (Документарни филм) | Ика Башић                                                   |          |          |          |          |